# Brewster (Florida)
Brewster ist eine Geisterstadt im Polk County im US-Bundesstaat Florida.

## Geographie
Brewster liegt rund 20 km südwestlich von Bartow sowie etwa 50 km östlich von Tampa.

## Geschichte
Der Ort wurde 1910 gegründet und existierte als Arbeitersiedlung im Phosphate-Bergbau bis in die 1960er Jahre. Nachdem die Rohstoffvorkommen erschöpft waren, wurde der Ort aufgelöst und die meisten Gebäude abgerissen. Zählte das United States Census Bureau anlässlich der Volkszählung 2010 noch drei Einwohner, so tauchte der Ort in der Statistik von 2020 nicht mehr auf.
In Brewster wuchs unter anderem der Computerpionier John Atanasoff auf.